# هوانگ یوتینگ
هوانگ یوتینگ (زاده ۳ سپتامبر ۲۰۰۶) یک ورزشکار رشته تیراندازی اهل چین است. او در مسابقات تیراندازی قهرمانی جهان ۲۰۲۲ در رشته تفنگ بادی سه مدال کسب کرد.